# Tiro con l'arco ai XIX Giochi del Mediterraneo
I tornei di tiro con l'arco ai XIX Giochi del Mediterraneo si sono svolti dal 29 giugno al 1º luglio presso il Mohammed ben Ahmed CCO Hall a Orano. Il programma prevede le categorie individuali e a squadre sia in ambito maschile sia femminile e la categoria mista, assegnando complessivamente cinque medaglie.

## Calendario
Il calendario delle gare è stato il seguente:
| ● | Competizioni | ● | Finali |

| Giugno/Luglio |    |    |
| 29            | 30 | 1º |
| ●             | ●  | 5  |

## Podi

### Uomini
| Evento                 | Oro                                                   | Argento                                                | Bronzo                                         |
| Individuale (dettagli) | Federico Musolesi                                     | Mete Gazoz                                             | Mauro Nespoli                                  |
| A squadre (dettagli)   | Francia Iban Bariteaud Nicolas Bernardi Romain Fichet | Spagna Pablo Acha Miguel Alvarino Garcia Daniel Castro | Turchia Mete Gazoz Samet Ak Muhammed Yildirmis |

### Donne
| Evento                 | Oro                                               | Argento                                                 | Bronzo                                                |
| Individuale (dettagli) | Leyre Fernandez Infante                           | Lucilla Boari                                           | Anaëlle Florent                                       |
| A squadre (dettagli)   | Turchia Yasemin Anagoz Ezgi Basaran Gulnaz Coskun | Italia Tatiana Andreoli Lucilla Boari Chiara Rebagliati | Francia Anaëlle Florent Lucie Maunier Laurena Villard |

### Misti
| Evento           | Oro                               | Argento                            | Bronzo                                     |
| Misti (dettagli) | Turchia Yasemin Anagoz Mete Gazoz | Italia Lucilla Boari Mauro Nespoli | Spagna Elia Canales Miguel Alvarino Garcia |

## Medagliere
| Posizione | Paese   | Oro | Argento | Bronzo | Totale |
| --------- | ------- | --- | ------- | ------ | ------ |
| 1         | Turchia | 2   | 1       | 1      | 4      |
| 2         | Italia  | 1   | 3       | 1      | 5      |
| 3         | Spagna  | 1   | 1       | 1      | 3      |
| 4         | Francia | 1   | 0       | 2      | 3      |
| Totale    | Totale  | 5   | 5       | 5      | 15     |